# Ia io
Ia io (Thomas, 1902) è un pipistrello della famiglia dei Vespertilionidi, unica specie del genere Ia (Thomas, 1902), diffuso nell'Asia sud-orientale.

## Descrizione

### Dimensioni
Pipistrello di medie dimensioni, con la lunghezza della testa e del corpo tra 89 e 104 mm, la lunghezza dell'avambraccio tra 71 e 80 mm, la lunghezza della coda tra 61 e 83 mm, la lunghezza del piede tra 13 e 18 mm, la lunghezza delle orecchie tra 22 e 29 mm e un peso fino a 63 g.

### Caratteristiche craniche e dentarie
Il cranio è alquanto allungato ma non marcatamente appiattito. Le arcate zigomatiche non sono particolarmente estese. La cresta sagittale è ben sviluppata. Il palato è stretto mentre l'osso sfenoide è più lungo che largo. La regione occipitale è molto alta e si estende posteriormente oltre la superficie occipitale stessa. La bolla è di proporzioni normali. Gli incisivi esterni superiori sono piccoli, smussati e arrotondati, mentre quelli più interni sono più lunghi, robusti, leggermente convergenti e bicuspidati. Il primo premolare superiore è molto piccolo, seminascosto dal canino e dal premolare più vicino.
Sono caratterizzati dalla seguente formula dentaria:

### Aspetto
La pelliccia è molto soffice e fine. Le parti dorsali sono bruno-nerastre, con la punta dei singoli peli indistintamente più chiara. Le parti ventrali sono più chiare, mentre la regione anale ha una tinta più marrone. Il muso è nerastro, privo di peli e cosparso di numerose vibrisse scure. Le orecchie sono grandi, con il margine interno convesso, la punta arrotondata e il margine esterno convesso alla base e concavo all'estremità. Sono densamente ricoperte di peli, particolarmente all'estremità. L'antitrago è lungo, largo e arrotondato. Il trago è di dimensioni moderate, con il margine interno concavo, la punta arrotondata e il margine esterno fortemente convesso, piegato in avanti. Il lobo basale è grande e diretto all'indietro. Gli arti e le membrane alari sono prive totalmente di peli. Il calcar è molto corto. I piedi sono grandi, gli artigli enormi e ricurvi.  Le ali sono attaccate posteriormente sulle caviglie. Il quinto dito è molto corto, la sua estremità raggiunge a malapena la metà o i due terzi della prima falange del terzo dito. La punta della lunga coda si estende di circa 5 mm oltre l'uropatagio. Il cariotipo è 2n=50 FN=48.

### Ecolocazione
Emette ultrasuoni a frequenze relativamente basse, comprese tra 34,9 e 38,6 kHz, talvolta bitonali, caratteristica questa di forme che utilizzano l'ecolocazione per individuare bersagli a lunga distanza.

## Biologia

### Comportamento
Si rifugia in grotte calcaree in gruppi fino a qualche centinaio di individui. L'attività predatoria solitamente inizia nel tardo pomeriggio. Probabilmente effettua lunghe migrazioni. Grazie all'elevato carico ed allungamento alare, questa specie ha un volo rapido ed efficiente.

### Alimentazione
Si nutre principalmente di coleotteri e in parte di lepidotteri, ditteri, ortotteri, emitteri e anche di piccoli uccelli.

### Riproduzione
L'83% delle femmine catturate il 25 aprile nella provincia cinese del Sichuan erano gravide, ognuna con un singolo embrione.

## Distribuzione e habitat
Questa specie è diffusa nell'Asia sud-orientale, dall'India orientale fino alla Cina sud-orientale, l'Indocina settentrionale e la Thailandia peninsulare .
Vive nelle foreste umide tropicali, sia sempreverdi che decidue tra 200 e 1.700 metri di altitudine.

## Tassonomia
Sono state riconosciute 2 sottospecie:
- I.i. io: Stati indiani dell'Assam e Meghalaya, attraverso il Nepal occidentale, le province cinesi del Sichuan, Guizhou, Anhui, Jiangxi, Hunan, Guangxi, Jiangsu, Yunnan, Shaanxi, Hubei, fino alla Birmania, Thailandia, Laos e Vietnam;
- I.i. peninsulata (Soisook, Sribuarod, Karapan, Safoowong, Billasoy, Thong, Chang, Gong, Lin, Sztencel-Jabłonka, Bogdanowicz & Bates, 2017): Province thailandesi meridionali di Surat Thani e Phang Nga.

## Conservazione
La IUCN Red List, considerato il vasto areale e la popolazione numerosa, classifica I.io come specie a rischio minimo (Least Concern)).